# Kubo Toshiaki
Kubo Toshiaki (久保利明 (Cửu Bảo Lợi Minh)) sinh ngày 27 tháng 8 năm 1975 tại TP Kakogawa, Hyōgo là một kỳ thủ shogi chuyên nghiệp người Nhật Bản với số hiệu kỳ thủ 207 và là môn hạ của Awaji Hitoshige Cửu đẳng. Ông thôi học trường cao học Kakogawaminami. Ông hiện là phó chủ tịch Liên đoàn Shogi Nhật Bản (tháng 6 năm 2015 - nay).

## Sự nghiệp
Kubo lọt vào top 4 Tiểu học Danh Nhân Chiến năm 1986 khi để thua Suzuki Daisuke (người sau đó vô địch giải đấu) tại bán kết. Cùng năm đó, ông gia nhập Trường đào tạo kỳ thủ.
Tháng 4 năm 1993, ông thăng lên Tứ đẳng khi mới 17 tuổi và trở thành kỳ thủ chuyên nghiệp. 10 năm sau đó, năm 2003, Kubo trở thành kỳ thủ hạng A, đồng thời thăng lên Bát đẳng. Trong mùa giải 1994, ông có tỷ lệ thắng cao nhất giới chuyên nghiệp và cao thứ 6 trong lịch sử khi đó là 80,95% (34 thắng - 8 thua). Kubo giành được chuỗi 6 ván thắng liên tiếp trong giải vô địch All-Stars mùa giải 1997 và có chức vô địch giải đấu không danh hiệu đầu tiên.
Kubo tiến vào cửa ải gian nan nhất giới chuyên nghiệp, nơi chỉ có 4 trong 7 kỳ thủ tiến vào được trụ lại - vòng Xác định Khiêu chiến giả Vương Tướng Chiến lần đầu tiên tại kỳ 49 của giải đấu này. Tuy ông bị loại trong kỳ đó, ngay trong kỳ 50, ông thành công trở lại và trụ lại nơi đây đến kỳ 59.
Tuy xuất thân từ Trường đào tạo Kansai, trong một khoảng thời gian sau khi lên chuyên, ông trực thuộc chi nhánh Kantō của Liên đoàn Shogi Nhật Bản và chỉ trở lại chi nhánh Kansai vào tháng 6 năm 2004. Khi đó, trên Tạp chí cờ vây - shogi, ông đã nói rằng "sẽ không có lần thứ hai tôi trở lại Kantō".

### Bức tường Habu
Tuy có đến 4 lần khiêu chiến danh hiệu tính đến mùa giải 2007, cả 4 lần đó Kubo đều phải đối mặt Habu Yoshiharu. Trùng hợp thay, trong những ván đấu mang tính cột mốc của Habu, có rất nhiều ván ông đối mặt Kubo.
- Kubo tham gia loạt tranh ngôi đầu tiên tại Kỳ Vương Chiến kỳ 26 (mùa giải 2000) và thất bại 1-3. Tại cúp NHK lần thứ 50 cùng mùa giải đó, Kubo cũng thua Habu tại chung kết và giành ngôi á quân. Thành tích của Kubo trong mùa giải đó bao gồm 46 ván thắng và tỷ lệ thắng 74,19%, giúp ông nhận giải Tinh thần thi đấu trong mùa Đại Thưởng năm đó[chú thích 3].
- Lần thứ 2 Kubo khiêu chiến Habu là tại Vương Tọa Chiến kỳ 49 (mùa giải 2001), nơi ông một lần nữa thất bại với cùng tỷ số 1-3.
- Kubo đã vượt qua Habu để lên ngôi vô địch cúp NHK lần thứ 53 (mùa giải 2003)[chú thích 4]. Cùng với việc thành công trả thù Habu, đây cũng là chức vô địch đầu tiên của ông tại một giải đấu có toàn bộ kỳ thủ tham gia. Cho đến thời điểm đó, Habu đã chiến thắng tất cả các ván chung kết cúp NHK của mình, và kỷ lục bất bại tại chung kết cúp NHK của ông bị Kubo chấm dứt ở mốc 6 chiến thắng. Mùa giải 2003, Kubo nhận giải thưởng Kỳ thủ Xuất sắc tại Đại Thưởng.
- Sau 6 năm, Kubo một lần nữa tham gia tranh ngôi tại Vương Tọa Chiến kỳ 55 (mùa giải 2007), và ông một lần nữa bị Habu đánh bại 3 ván không gỡ.
- Ngày 20 tháng 12 năm 2007, Kubo để thua Habu tại vòng 6 hạng A Thuận Vị Chiến kỳ 66, giúp Habu có ván thắng thứ 1000 trong sự nghiệp.
- Lần thứ 4 ông gặp Habu là tại Vương Tướng Chiến kỳ 57 (mùa giải 2007), lần đầu tiên Kubo tham gia một loạt 7 ván thắng 4, với mỗi ván được tổ chức trong 2 ngày. Kubo bị đánh bại với tỷ số chung cuộc 1-4. Với lần bảo vệ danh hiệu Vương Tướng này, Habu đã đạt được cột mốc 100 chức vô địch các giải đấu danh hiệu và không danh hiệu. Thành tích đối đầu giữa Kubo và Habu trong mùa giải 2007 là 1-10. Ít lâu sau khi kết thúc loạt tranh ngôi Vương Tướng Chiến, ngày 3 tháng 3 năm 2008, ông chính thức bị giáng khỏi hạng A Thuận Vị Chiến. Tuy có 2 lần tham gia tranh ngôi, mùa giải 2007 vẫn là một mùa giải đầy cay đắng cho Kubo.

### Danh hiệu đầu tiên
| 9  | 8  | 7  | 6  | 5  | 4  | 3  | 2  | 1  |    |
| 香 | 桂 |    |    | 王 | 金 | 銀 | 桂 | 香 | 一 |
|    | 飛 | 金 | 銀 |    |    |    | 角 |    | 二 |
| 歩 |    | 歩 | 歩 | 歩 | 歩 |    | 歩 | 歩 | 三 |
|    |    | 歩 |    |    |    | 歩 |    |    | 四 |
|    | 歩 | 飛 |    |    |    |    |    |    | 五 |
|    |    |    |    |    |    |    |    |    | 六 |
| 歩 | 歩 |    | 歩 | 歩 | 歩 | 歩 | 歩 | 歩 | 七 |
|    | 角 |    |    |    | 玉 |    |    |    | 八 |
| 香 | 桂 | 銀 | 金 |    | 金 | 銀 | 桂 | 香 | 九 |

Mùa giải 2008 - mùa giải thứ 16 trong sự nghiệp của Kubo, khi ông tròn 33 tuổi là một mùa giải đặc biệt đối với ông.
Ngày 13 tháng 5, ông để thua Habu trong ván Xác định Khiêu chiến giả Kỳ Thánh Chiến. Chỉ 3 ngày sau đó, ông đánh bại Yashiki Nobuyuki tại bán kết tổ 2 Long Vương Chiến để giành quyền thăng lên tổ 1.
Ngày 14 tháng 2 năm 2009, tại Giải vô địch shogi Asahi mở rộng lần thứ 2, Kubo để thua trước Akutsu Chikara tại chung kết và bỏ lỡ cơ hội vô địch giải không danh hiệu thứ 2 của mình.
Tại Kỳ Vương Chiến kỳ 34, ông vượt qua Habu trong vòng Xác định Khiêu chiến giả, đồng thời trở lại từ nhánh thua và đả bại Kimura Kazuki để giành quyền khiêu chiến Satō Yasumitsu Kỳ Vương. Đây là lần đầu tiên ông tham gia tranh ngôi cùng một kỳ thủ không phải Habu. Trong loạt 5 ván thắng 3 này, Kubo thắng 2 ván đầu và để thua 2 ván sau đó, tuy nhiên tại ván 5 quyết định vào ngày 30 tháng 3 năm 2009, Kubo giành chiến thắng và giành danh hiệu đầu tiên của mình - Kỳ Vương. Đây cũng là lần đầu tiên kể từ năm 2005 có một kỳ thủ Kansai sở hữu danh hiệu, sau khi Tanigawa Kōji để mất danh hiệu Kỳ Vương. Với thành tích 48 ván thắng trong tổng số 73 ván tổng cộng trong mùa giải 2008, Kubo nhận giải 4 hạng mục Tinh thần thi đấu - Nhiều ván thắng nhất - Nhiều ván đấu nhất - Giải Masuda Kōzō.
Kubo nhận giải Masuda Kōzō nhờ nước ▲11. X-75 tại ván 2 Kỳ Vương Chiến (xem hình bên phải), lần đầu tiên nước đi này xuất hiện trong một loạt tranh ngôi. Ván đấu này diễn biến nhanh chóng, và tàn cuộc bắt đầu chỉ sau hơn 30 nước đi, và Kubo đã giành chiến thắng chỉ sau 57 nước đi.

### Nhị quán vương
Kubo là Khiêu chiến giả Vương Tướng Chiến kỳ 59 trước Habu. Trong khoảng thời gian giữa ván 2 và ván 3, ngày 8 tháng 2 năm 2010, ông giành chiến thắng thứ 9 tại hạng B1 Thuận Vị Chiến kỳ 68 và giành suất thăng lên hạng A trước Toyokawa Takahiro. Sau đó, giữa ván 3 và 4, ông tham gia bán kết và chung kết Giải vô địch shogi Asahi mở rộng, và giành ngôi á quân năm thứ 2 liên tiếp khi thua Habu. Tuy nhiên, Kubo đã chiến thắng ván 6 tổ chức trong các ngày 16-17 tháng 3, qua đó chiến thắng chung cuộc 4-2 và giành danh hiệu Vương Tướng. Như vậy, sau 5 lần khiêu chiến, Kubo cuối cùng cũng vượt qua được bức tường Habu. Ông trở thành kỳ thủ Kansai đầu tiên sau 5 năm kể từ Tanigawa Kōji Vương Vị - Kỳ Vương và là kỳ thủ Chấn Phi Xa đầu tiên sau 37 năm kể từ Ōyama Yasuharu. 
Tuy nhiên, song song với Vương Tướng Chiến, Kubo cũng phải tham gia bảo vệ danh hiệu Kỳ Vương trước đối thủ ông vừa đánh bại là Satō Yasumitsu. Khi loạt 7 ván Vương Tướng Chiến kết thúc, Kubo đang bị dẫn 1-2 tại Kỳ Vương Chiến. Ván 4 của loạt 5 ván này được tổ chức chỉ 2 ngày sau khi Vương Tướng Chiến khép lại, vào ngày 19 tháng 3 năm 2010. Nếu Kubo để thua, ông sẽ chỉ ở ngôi Nhị quán vỏn vẹn 2 ngày, ngắn hơn cả Minami Yoshikazu trong mùa giải 1990. Ông đã thành công trụ vững để kéo loạt tranh ngôi tới ván 5 quyết định tổ chức ngày 30 tháng 3 tại Hội quán Shogi Kansai, Fukushima, Ōsaka. Trong một tàn cuộc vô cùng căng thẳng, Kubo đã giành chiến thắng sau 190 nước đi và kéo dài thời gian Nhị quán của mình đến ít nhất là 1 năm sau đó. Cùng với đó, với danh hiệu thứ 3 của mình, Kubo được thăng lên Cửu đẳng cùng ngày. Ván 5 Kỳ Vương Chiến cũng được chọn làm Ván đấu của năm tại Đại Thưởng ngày hôm sau, đồng thời Kubo nhận giải Kỳ thủ Ưu tú lần đầu với thành tích tốt của mình.  

### Mất quán, vô địch liên tiếp Cúp JT
Ngày 2 tháng 3 năm 2012, ông kết thúc Thuận Vị Chiến kỳ 70 với thành tích 2 thắng - 7 thua và bị giáng xuống hạng B1. Đây là lần đầu tiên trong lịch sử một kỳ thủ Nhị quán bị giáng hạng tại Thuận Vị Chiến.
Kubo để thua ván quyết định Vương Tướng Chiến kỳ 61 vào ngày 9 tháng 3, qua đó mất danh hiệu với tỷ số 1-4 vào tay Satō Yasumitsu Cửu đẳng (đây cũng là lần đầu tiên Kubo mất danh hiệu). Ngay sau đó, ông để thua ván 4 Kỳ Vương Chiến kỳ 37 vào ngày 17 tháng 3 và để Gōda Masataka Cửu đẳng đoạt danh hiệu Kỳ Vương với tỷ số 1-3, khiến Kubo mất hết quán. Như vậy, chỉ trong tháng 3 năm 2012, Kubo đã bị giáng khỏi hạng A Thuận Vị Chiến, đồng thời mất 2 danh hiệu.
Tuy nhiên, tại cúp JT lần thứ 33, ông vượt qua Habu Yoshiharu Tam quán tại chung kết ngày 18 tháng 11 năm 2012 và giành chức vô địch giải đấu này tại trận chung kết thứ 3 của mình. Tại cúp JT tiếp theo, ông tiếp tục đánh bại Habu tại chung kết và bảo vệ chức vô địch của mình.

### Từ playoff hạng A đến giáng xuống B1
Ngày 10 tháng 1 năm 2013, với chiến thắng trước Hatakeyama Mamoru Thất đẳng tại hạng B1 Thuận Vị Chiến kỳ 71, Kubo chính thức thăng lên hạng A sớm 2 vòng với thành tích khi đó là 8 thắng - 2 thua. Cùng với việc thăng trở lại hạng A, Kubo nhận Giải thưởng Vinh dự Shogi với ván thắng thứ 600 của mình. Tại Thuận Vị Chiến kỳ 73 (mùa giải 2014), ông tham gia vòng playoff Xác định Khiêu chiến giả cùng Watanabe Akira, Hirose Akihito, và Namekata Hisashi - 3 kỳ thủ có cùng thành tích 6 thắng - 3 thua. Tuy ông đã vượt qua Hirose và Watanabe, Namekata đã đánh bại Kubo tại ván quyết định và giành quyền khiêu chiến Danh Nhân. Kubo kết thúc mùa Thuận Vị sau đó với thành tích 2 thắng - 7 thua và bị giáng xuống hạng B1 một lần nữa.

### Phát động nghi vấn gian lận bằng phần mềm
Ngày 26 tháng 7 năm 2016, Kubo đã báo cáo nhầm lẫn rằng Miura Hiroyuki đã rời chỗ ngồi trong vòng 31 phút tại một ván đấu thuộc vòng Chung kết Long Vương Chiến. Dựa trên đó, tại cuộc họp hàng tháng của chi nhánh Kansai, ông đã đề xuất quản lý việc kỳ thủ sử dụng thiết bị điện tử trong khi thi đấu. Về sự việc của Miura, Kubo đã để ý rằng Miura rời chỗ ngồi hơn 30 phút và nghi ngờ. Khi không thấy Miura tại hội quán, Kubo đã báo cáo sự việc cho giám đốc điều hành Azuma Kazuo và chủ tịch Tanigawa Kōji. Vào ngày 10 tháng 10, trong một cuộc họp tại nhà riêng của giám đốc điều hành Shima Akira, sự việc ngày 26 tháng 7 đã được giải quyết khi Kubo nhận ra đã có nhầm lẫn.

### Giành danh hiệu Vương Tướng, trở lại hạng A
Kubo về nhất vòng Xác định Khiêu chiến giả Vương Tướng Chiến kỳ 66 (mùa giải 2016) và giành quyền khiêu chiến Gōda Masataka Vương Tướng. Ông chiến thắng loạt tranh ngôi chung cuộc 4-2 và trở lại ngôi Vương Tướng sau 6 kỳ.
Ngày 16 tháng 2 năm 2017, Kubo đạt thành tích 8 thắng - 3 thua tại hạng B1 Thuận Vị Chiến kỳ 75, qua đó trở lại hạng A sớm 1 vòng. Cũng trong mùa giải này, ông đánh bại Habu Yoshiharu tại chung kết Ngân Hà Chiến kỳ 25 và lên ngôi vô địch. Tuy cả Kubo và Toyoshima Masayuki đều dẫn đầu hạng A Thuận Vị Chiến kỳ 75, cả hai người đều để thua ván cuối và rơi vào vòng playoff với tổng cộng 6 kỳ thủ tham gia (Toyoshima, Kubo, Satō Yasumitsu, Hirose Akihito, Habu Yoshiharu, và Inaba Akira). Kubo thua Toyoshima và bỏ lỡ cơ hội khiêu chiến Danh Nhân. Sau đó, ngày 15 tháng 3 năm 2018, ông bảo vệ thành công danh hiệu Vương Tướng trước Toyoshima khi chiến thắng ván 6 của loạt 7 ván Vương Tướng Chiến kỳ 67.

### Mất Vương Tướng lần 2, rớt hạng Thuận Vị Chiến
Mùa giải 2018, trước Khiêu chiến giả Watanabe Akira, Kubo thua trắng 0-4 và mất danh hiệu Vương Tướng. Mùa giải 2019, với thành tích 2 thắng - 7 thua, ông bị giáng khỏi hạng A Thuận Vị Chiến. Mùa giải 2020, tại ván Xác định Khiêu chiến giả Vương Tọa Chiến kỳ 68, Kubo vượt qua Watanabe và giành quyền khiêu chiến Nagase Takuya Vương Tọa - lần thứ 3 ông tham gia tranh ngôi Vương Tọa sau 13 năm vắng bóng. Ông để thua 2-3 chung cuộc. Tại Long Vương Chiến, Kubo tham gia vòng Chung kết liên tục 6 kỳ từ kỳ 29-34. Tuy nhiên, ông không có lần nào giành quyền khiêu chiến. Mùa giải 2022, tuy ông lọt vào vòng Xác định Khiêu chiến giả Vương Vị Chiến, với thành tích 2 thắng - 3 thua tại Bạch tổ, Kubo đã không thể trụ lại. Ông cũng kết thúc Thuận Vị Chiến kỳ 81 với thành tích 4 thắng - 8 thua ở hạng B1 và trở lại hạng B2 sau 23 năm.

## Lối đánh
Kubo là một người chơi Chấn Phi Xa. Ông là một trong Chấn Phi Xa Ngự Tam Gia cùng Fujii Takeshi và Suzuki Daisuke. Tuy nhiên, ông cũng chuộng lối đánh đối kháng, và đã nhiều lần chơi Cư Phi Xa trước các đối thủ sử dụng Chấn Phi Xa (giống Ōyama Yasuharu - tuy từng chơi Đôi Chấn Phi Xa, Kubo không có tỷ lệ thắng tốt, và bắt đầu chơi Cư Phi Xa đối kháng từ những năm 40 tuổi).
Lối chơi của Kubo chú trọng việc giải phóng các quân một cách linh hoạt, và ông thường được gọi là "Nghệ sĩ sabaki" hay "Người karusaba mạnh nhất Nhật Bản". Kubo học hỏi nhiều từ lối chơi Chấn của Ōno Gen'ichi.
Trước Anaguma Cư Phi Xa, với chiến thuật Tam Gian Phi Xa Cư Ngọc, Kubo sẽ chơi T-95 và T-73 để triển khai giống Hệ thống Fujii. Ngoài ra, ông cũng thường sử dụng Trung Phi Xa mời gọi cũng như chiến pháp Ishida tấn công thần tốc, hay Chấn Phi Xa đổi Tượng, hoặc Leo Vàng để đối mặt với Ishida. Những chiến pháp độc lạ này của ông thường được gọi chung là Hệ thống Kubo, và ông được coi là một trong những kỳ thủ góp công hồi sinh chiến pháp Ishida. Ngoài ra, khị đối mặt với Leo Vàng, Kubo thường không nhảy Mã để Xe di chuyển linh hoạt. Lối đánh này, được gọi là "kiểu Kubo" dần trở thành định thức.
Kubo cũng giúp phát triển chiến pháp 2. X-32 của Imaizumi Kenji, và tình yêu của ông dành cho Tam Gian Phi Xa là rất lớn. Nước 1. X-78 của ông tại ván 2 Vương Tướng Chiến kỳ 66 cũng là một chủ đề bàn luận.
Về mặt tâm lý, sau khi giành danh hiệu, Kubo chơi thoải mái, và khẩu hiệu của ông là "Tận hưởng những ván cờ căng thẳng". Trước đó, ông rất hiếu thắng, thường buộc bản thân phải chơi hoàn hảo, và không thể tha thứ bản thân khi thua cuộc. Sau khi chơi thoải mái hơn, Kubo đã có thể chơi tự nhiên hơn và không còn gánh nặng trên vai nữa.
"Kiểu Karusaba" của Kubo bao gồm tính kiên trì rất cao khi tình thế nghiêng về một bên, và là nguồn nội lực rất lớn của ông khi tranh ngôi. Tuy Kubo đã giải thích rằng "Tôi phải kiên trì vì thế trận không tốt, và không phải là thứ đáng khen ngợi", ông có thể chơi một thứ shogi lầy lội có thể làm kể cả những kỳ thủ mạnh nhất phát điên.

## Giai thoại
- Rạng sáng ngày 6 tháng 12 năm 2006, Kubo đã cho dừng ván đấu của mình trước Gōda Masataka Cửu đẳng tại hạng A Thuận Vị Chiến kỳ 65 ở nước thứ 182 vì cho rằng Gōda đã không đi nước thứ 126 trong 1 phút còn lại của ông. Khi đó, phó chủ tịch Nakahara Makoto sau khi nhận tin đã quyết định rằng cáo buộc này không hợp lệ vì nước đi đã rồi và cho ván đấu tiếp tục. Ngay khi đó, Kubo xin thua và Gōda giành chiến thắng sau 182 nước đi.
- Cuối tháng 7 năm 2016, Kubo là người đã khởi động cuộc điều tra gian lận bằng phần mềm khi cáo buộc Miura Hiroyuki gian lận.
- Ngày 30 tháng 10 cùng năm, ông nhầm giờ thi đấu một ván đấu của ông tại Duệ Vương Chiến kỳ 2 trước Toyoshima Masayuki Thất đẳng ở Hội quán Shogi Shibuya từ 14 giờ thành 19 giờ. Khi ông nhận ra thì đã quá muộn vì ông vẫn đang ở nhà riêng tại Ōsaka. Sau khi hết 1 giờ đồng hồ thời gian suy nghĩ, vào lúc 15 giờ, Toyoshima được xử thắng. 18 giờ cùng ngày, trên một ván đấu khác của kênh truyền hình Niconico, Kubo đã gửi lời xin lỗi tới các người xem[9]. Ngày 18 tháng 12, Kubo đã đấu một trận biểu diễn với Toyoshima dành cho người hâm mộ trên Niconico và giành chiến thắng.

## Đời tư
- Dẫn chương trình NHK Takase Kōzō là bạn cùng lớp của Kubo ở trường tiểu học và trung học Hiokaminami. Năm 2017, khi Fujii Sōta đạt kỷ lục 29 ván thắng liên tiếp, Kubo đã được Takase mời tham gia chương trình "NHK Chào buổi sáng Nhật Bản" ngay ngày hôm sau[10][11].
- Kubo thăng lên Tam đẳng sau khi nhập học cao học. Đối mặt với những đối thủ như Yagura Norihiro hay Tateishi Kei (người đã rời Trường đào tạo), ông đã muốn bỏ học để chuyên tâm vào shogi và tạo cách biệt với 2 người này. Tuy bố mẹ ông phản đối, sư phụ Awaji Hitoshige của Kubo đã trực tiếp đàm phán với họ và Kubo bỏ học cao học sau 1 năm[12].
- Là một người thuận tay trái, tại Danh Nhân Chiến tiểu học, ông đã từng đấu một ván đôi Chấn với Suzuki Daisuke, người cũng thuận tay trái (Kubo cầm Tiên chơi Tứ gian, Suzuki chơi Tam gian).
- Khi còn trẻ, Kubo thích cắt tóc ngắn và để tóc mái cuộn lên trên. Về sau, ông bắt đầu để tóc dài hoặc bình thường.
- Trong nửa cuối mùa giải 2014, Kubo tham gia dạy shogi trên chương trình "Kubo Cúp NHK và những bí mật của sabaki".
- Kubo từng để thua trước Segawa Shōji (khi đó còn là nghiệp dư) tại Ngân Hà Chiến kỳ 12 trong một ván đấu mà ông bị đẩy vào thế bị động. Sau đó, Kubo trở thành giám khảo thứ 3 trong bài kiểm tra lên chuyên của Segawa. Trước đó, Kubo đã nói rằng "Segawa chắc chắn sẽ lên chuyên" và ký vào đơn kiến nghị của Segawa. Tuy nhiên, với tư cách là kỳ thủ hạng A, ông đã chơi toàn lực và chiến thắng Segawa với chiến thuật Ishida nhanh cùng việc chuyển từ thành Mino sang thành Anaguma - chiến thuật gần như chưa từng thấy.
- Tuy là một kỳ thủ Chấn Phi Xa, thành yêu thích của ông là thành Tốt đầu Vua (một chiến thuật Cư Phi Xa). Kubo chơi Cư Phi Xa cho đến khi vào Trường đào tạo, và tiếp tục sử dụng thành này khi chơi Chấn.
- Tính đến năm 2020, Kubo đã hâm mộ đội Hanshin Tigers được 35 năm[13].
- Kubo trở thành người đầu tiên nhận Giải thưởng Vinh dự nhân dân TP Kakogawa vào tháng 4 năm 2009. Ông chính thức được thị trưởng Tarumoto Shōichi trao giải vào ngày 20 tháng 5 cùng năm tại lễ tựu vị Kỳ Vương kỳ 34[14]. Tarumoto cũng là trưởng hội người hâm mộ Kubo[15] tại TP Kakogawa, đồng thời là đại sứ du lịch của thành phố này.
- Chùa Hạc Lâm tại TP Kakogawa là nơi ông đả bại Toyoshima Masayuki tại ván 4 Vương Tướng Chiến kỳ 60 vào các ngày 18-19 tháng 2 năm 2011. Đây cũng là nơi Kubo tham gia các cuộc thi vẽ tranh thời tiểu học[16].
- Tại lễ tựu vị Vương Tướng kỳ 60, Kubo nhận được điện mừng từ nữ diễn viên Mizutani Yutaka[16].

## Môn đồ

### Nữ lưu Kỳ sĩ
| Tên         | Ngày thăng lên Nữ lưu Nhị cấp | Đẳng cấp, thành tích chính |
| ----------- | ----------------------------- | -------------------------- |
| Sakaki Nana | 1 tháng 5 năm 2022            | Nữ lưu Nhị cấp             |
| Kubo Shoko  | 1 tháng 10 năm 2022           | Nữ lưu Nhất cấp            |

(tính đến ngày 22 tháng 10 năm 2024)

## Lịch sử thăng cấp
| Đẳng cấp          | Ngày                        | Ghi chú                                             |
| ----------------- | --------------------------- | --------------------------------------------------- |
| Lục cấp (6-kyu)   | 10 tháng 10, 1986 (11 tuổi) | Gia nhập Trường đào tạo kỳ thủ                      |
| Ngũ cấp (5-kyu)   | 20 tháng 5, 1987 (11 tuổi)  |                                                     |
| Tứ cấp (4-kyu)    | 10 tháng 9, 1987 (12 tuổi)  |                                                     |
| Tam cấp (3-kyu)   | 20 tháng 12, 1987 (12 tuổi) |                                                     |
| Nhị cấp (2-kyu)   | 20 tháng 5, 1988 (12 tuổi)  |                                                     |
| Nhất cấp (1-kyu)  | 25 tháng 8, 1988 (12 tuổi)  |                                                     |
| Sơ đẳng (1-dan)   | 20 tháng 5, 1989 (13 tuổi)  |                                                     |
| Nhị đẳng (2-dan)  | 10 tháng 12, 1990 (15 tuổi) |                                                     |
| Tam đẳng (3-dan)  | 10 tháng 12, 1991 (16 tuổi) | Tham gia Tam đẳng League từ lần thứ 11              |
| Tứ đẳng (4-dan)   | 1 tháng 4, 1993 (17 tuổi)   | Lên chuyên - xếp thứ 2 Tam đẳng League lần thứ 12   |
| Ngũ đẳng (5-dan)  | 1 tháng 4, 1995 (19 tuổi)   | Thăng lên hạng C1 Thuận Vị Chiến                    |
| Lục đẳng (6-dan)  | 25 tháng 11, 1998 (23 tuổi) | Thắng 120 ván chính thức sau khi thăng lên Ngũ đẳng |
| Thất đẳng (7-dan) | 1 tháng 4, 2001 (25 tuổi)   | Thăng lên hạng B1 Thuận Vị Chiến                    |
| Bát đẳng (8-dan)  | 1 tháng 4, 2003 (27 tuổi)   | Thăng lên hạng A Thuận Vị Chiến                     |
| Cửu đẳng (9-dan)  | 30 tháng 3, 2010 (34 tuổi)  | Giành 3 kỳ danh hiệu                                |

## Thành tích chính

### Danh hiệu giành được
| Danh hiệu                                                   | Mùa giải giành được  | Tham gia tranh ngôi | Số kỳ giành được | Liên tiếp | Vĩnh thế/ghi chú |
| Long Vương                                                  | －                   | 0                   | －               | －        |                  |
| Danh Nhân                                                   | －                   | 0                   | －               | －        |                  |
| Vương Vị                                                    | －                   | 0                   | －               | －        |                  |
| Vương Tọa                                                   | －                   | 3 lần               | －               | －        |                  |
| Kỳ Vương                                                    | 2008-2010            | 5 lần               | 3 kỳ             | 3 kỳ      |                  |
| Duệ Vương                                                   | －                   | 0                   | －               | －        |                  |
| Vương Tướng                                                 | 2009-2010、2016-2017 | 7 lần               | 4 kỳ             | 2 kỳ      |                  |
| Kỳ Thánh                                                    | －                   | 0                   | －               | －        |                  |
| Tham gia tổng cộng 15 loạt tranh ngôi, giành 7 kỳ danh hiệu |                      |                     |                  |           |                  |

### Vô địch giải đấu không danh hiệu
| Giải đấu                      | Mùa giải | Số lần vô địch |
| ----------------------------- | -------- | -------------- |
| Cúp NHK                       | 2003     | 1              |
| Giải vô địch Shogi trực tuyến | 2010     | 1              |
| Cúp JT                        | 2012-13  | 2              |
| All-Stars                     | 1997     | 1              |
| Ngân Hà Chiến                 | 2017     | 1              |
| Cộng                          | Cộng     | 6              |

### Đại Thưởng
| Lần thứ | Mùa giải | Các hạng mục |
| ------- | -------- | --- |
| 22      | 1994     | Tỷ lệ thắng cao nhất                                                                                                |
| 26      | 1998     | Chuỗi thắng dài nhất                                                                                                |
| 28      | 2000     | Tinh thần thi đấu                                                                                                   |
| 31      | 2003     | Kỳ thủ xuất sắc |
| 36      | 2008     | Tinh thần thi đấu - Nhiều ván đấu nhất - Nhiều ván thắng nhất - Giải Masuda Kōzō (X-75, ván 2 Kỳ Vương Chiến kỳ 34) |
| 37      | 2009     | Kỳ thủ ưu tú - Ván đấu của năm (ván 5 Kỳ Vương Chiến kỳ 35) - Nhiều ván đấu nhất                                    |
| 38      | 2010     | Kỳ thủ ưu tú |
| 41      | 2013     | Ván đấu đặc biệt của năm (vòng 9 hạng A Thuận Vị Chiến kỳ 72)                                                       |
| 44      | 2016     | Tinh thần thi đấu                                                                                                   |

### Kỷ lục
- Kỳ thủ Nhị quán đầu tiên bị giáng khỏi hạng A Thuận Vị Chiến: 2 tháng 3 năm 2012 (khi đó Kubo giữ Kỳ Vương - Vương Tướng)
- Kỳ thủ không giữ danh hiệu tham gia vòng Chung kết Long Vương Chiến nhiều nhất (6 lần - 2016-21)

### Giải thưởng khác
- 11 tháng 1 năm 2013: Giải thưởng Vinh dự Shogi (600 ván thắng chính thức)
- 5 tháng 11 năm 2021: Giải thưởng Tinh thần thi đấu Vinh dự Shogi (800 ván thắng chính thức)

### Thăng/giáng hạng/tổ
| Đầu mùa giải | Thuận Vị chiến | Thuận Vị chiến | Thuận Vị chiến | Thuận Vị chiến | Thuận Vị chiến | Thuận Vị chiến | Thuận Vị chiến | Thuận Vị chiến | Long Vương chiến | Long Vương chiến | Long Vương chiến | Long Vương chiến | Long Vương chiến | Long Vương chiến | Long Vương chiến | Long Vương chiến |
| Đầu mùa giải | Kỳ             | Danh Nhân      | Hạng A         | Hạng B         | Hạng B         | Hạng C         | Hạng C         | Free Class     | Kỳ               | Long Vương       | Tổ 1             | Tổ 2             | Tổ 3             | Tổ 4             | Tổ 5             | Tổ 6             |
| Đầu mùa giải | Kỳ             | Danh Nhân      | Hạng A         | Tổ 1           | Tổ 2           | Tổ 1           | Tổ 2           | Free Class     | Kỳ               | Long Vương       | Tổ 1             | Tổ 2             | Tổ 3             | Tổ 4             | Tổ 5             | Tổ 6             |
| --- | -------------- | -------------- | -------------- | -------------- | -------------- | -------------- | -------------- | -------------- | ---------------- | ---------------- | ---------------- | ---------------- | ---------------- | ---------------- | ---------------- | ---------------- |
| 1993 | 52             |                |                |                |                |                | C254           |                | 7                |                  |                  |                  |                  |                  |                  | Tổ 6             |
| 1994 | 53             |                |                |                |                |                | C224           |                | 8                |                  |                  |                  |                  |                  | Tổ 5             |                  |
| 1995 | 54             |                |                |                |                | C120           |                |                | 9                |                  |                  |                  |                  | Tổ 4             |                  |                  |
| 1996 | 55             |                |                |                |                | C106           |                |                | 10               |                  |                  |                  |                  | Tổ 4             |                  |                  |
| 1997 | 56             |                |                |                |                | C109           |                |                | 11               |                  |                  |                  |                  | Tổ 4             |                  |                  |
| 1998 | 57             |                |                |                |                | C104           |                |                | 12               |                  |                  |                  |                  | Tổ 4             |                  |                  |
| 1999 | 58             |                |                |                |                | C110           |                |                | 13               |                  |                  |                  | Tổ 3             |                  |                  |                  |
| 2000 | 59             |                |                |                | B220           |                |                |                | 14               |                  |                  |                  | Tổ 3             |                  |                  |                  |
| 2001 | 60             |                |                | B112           |                |                |                |                | 15               |                  |                  |                  | Tổ 3             |                  |                  |                  |
| 2002 | 61             |                |                | B104           |                |                |                |                | 16               |                  |                  |                  | Tổ 3             |                  |                  |                  |
| 2003 | 62             |                | A 09           |                |                |                |                |                | 17               |                  |                  | Tổ 2             |                  |                  |                  |                  |
| 2004 | 63             |                | A 08           |                |                |                |                |                | 18               |                  |                  | Tổ 2             |                  |                  |                  |                  |
| 2005 | 64             |                | A 03           |                |                |                |                |                | 19               |                  |                  | Tổ 2             |                  |                  |                  |                  |
| 2006 | 65             |                | A 07           |                |                |                |                |                | 20               |                  |                  |                  | Tổ 3             |                  |                  |                  |
| 2007 | 66             |                | A 07           |                |                |                |                |                | 21               |                  |                  | Tổ 2             |                  |                  |                  |                  |
| 2008 | 67             |                |                | B101           |                |                |                |                | 22               |                  | Tổ 1             |                  |                  |                  |                  |                  |
| 2009 | 68             |                |                | B105           |                |                |                |                | 23               |                  | Tổ 1             |                  |                  |                  |                  |                  |
| 2010 | 69             |                | A 10           |                |                |                |                |                | 24               |                  | Tổ 1             |                  |                  |                  |                  |                  |
| 2011 | 70             |                | A 08           |                |                |                |                |                | 25               |                  | Tổ 1             |                  |                  |                  |                  |                  |
| 2012 | 71             |                |                | B102           |                |                |                |                | 26               |                  | Tổ 1             |                  |                  |                  |                  |                  |
| 2013 | 72             |                | A 10           |                |                |                |                |                | 27               |                  |                  | Tổ 2             |                  |                  |                  |                  |
| 2014 | 73             |                | A 08           |                |                |                |                |                | 28               |                  | Tổ 1             |                  |                  |                  |                  |                  |
| 2015 | 74             |                | A 03           |                |                |                |                |                | 29               |                  | Tổ 1             |                  |                  |                  |                  |                  |
| 2016 | 75             |                |                | B102           |                |                |                |                | 30               |                  | Tổ 1             |                  |                  |                  |                  |                  |
| 2017 | 76             |                | A 09           |                |                |                |                |                | 31               |                  | Tổ 1             |                  |                  |                  |                  |                  |
| 2018 | 77             |                | A 05           |                |                |                |                |                | 32               |                  | Tổ 1             |                  |                  |                  |                  |                  |
| 2019 | 78             |                | A 06           |                |                |                |                |                | 33               |                  | Tổ 1             |                  |                  |                  |                  |                  |
| 2020 | 79             |                |                | B102           |                |                |                |                | 34               |                  | Tổ 1             |                  |                  |                  |                  |                  |
| 2021 | 80             |                |                | B106           |                |                |                |                | 35               |                  | Tổ 1             |                  |                  |                  |                  |                  |
| 2022 | 81             |                |                | B110           |                |                |                |                | 36               |                  | Tổ 1             |                  |                  |                  |                  |                  |
| 2023 | 82             |                |                |                | B201           |                |                |                | 37               |                  | Tổ 1             |                  |                  |                  |                  |                  |
| 2024 | 83             |                |                |                | B217           |                |                |                | 38               |                  | Tổ 1             |                  |                  |                  |                  |                  |
| Chữ đóng khung tại Thuận Vị chiến và Long Vương chiến biểu thị Khiêu chiến giả. Số nhỏ tại Thuận Vị chiến là Thuận Vị. (xĐiểm giáng hạng có sẵn / *Điểm giáng hạng phải nhận / +Điểm giáng hạng được xóa) "F" tại Thuận Vị chiến biểu thị Free Class (FX: Kỳ thủ được xếp vào Free Class / FT: Kỳ thủ tự nguyện chuyển xuống Free Class) Chữ đậm tại Long Vương chiến biểu thị chiến thắng tổ, số tổ kèm (chữ nhỏ) biểu thị kỳ thủ không chuyên. |                |                |                |                |                |                |                |                |                  |                  |                  |                  |                  |                  |                  |                  |

## Sách đã xuất bản
- 久保流四間飛車 - Tứ gian Phi Xa của Kubo (2 phần, Mainichi Communications, ISBN 4895636828)
- 最強四間飛車マニュアル　急戦編- Tuyển tập hướng dẫn Tứ gian Phi Xa tấn công nhanh mạnh nhất (tháng 12 năm 2002, Liên đoàn Shogi Nhật Bản, ISBN 4-8197-0368-4)
- 久保利明のさばきの極意 - Bí mật sabaki của Kubo Toshiaki (tháng 9 năm 2005, NHK, ISBN 4140161361
- 久保利明の振り飛車の手筋1　さばきの四間飛車・急戦編 - Thủ thuật Tứ gian Phi Xa của Kubo Toshiaki phần 1: Sabaki và tấn công nhanh (tháng 11 năm 2007, Sankaidō, ISBN 9784381023247)
- 久保の石田流 - Chiến pháp Ishida của Kubo (tháng 3 năm 2011, Mainichi Communications, ISBN 9784839937256)
- 久保の中飛車 - Trung Phi Xa của Kubo (tháng 10 năm 2013, Mynavi, ISBN 9784839949303)
- 久保流 最強先手振り飛車 - Chấn Phi Xa kiểu Kubo mạnh nhất cho Tiên (tháng 7 năm 2014, Mynavi, ISBN 9784839952471)